# Petter Malm
Petter Malm, född 1744, död 1796, var en svensk urmakare.
Malm var mästare vid Stockholms urmakarämbete 1766–1782. Han var troligtvis verksam även senare.